# Klement Zoltán (műsorvezető)
Klement Zoltán (Budapest, 1979. december 26. –) magyar televíziós és rádiós műsorvezető, újságíró, jogász, médiajogi szakjogász, okleveles romológia szakos bölcsész, tartalomgyártó.

## Pályája
Kertész Zsuzsa tanítványa. 1998-ban és 2000-ben részt vett a Riporter kerestetik vetélkedőn, ahol az első 12 között végzett, a harmadik fordulóra Vitray Tamás juttatta tovább, a zsűri döntéseként. Első aktív éveiben a Pomezanski György vezette Felkínálom Alapítvány műsorvezetője lett, ahol innovációs magazinokat készítettek kereskedelmi televíziók számára.
A Duna Televízió majd az utód, MTVA műsorvezetője. 2007-ben időjárás-jelentőként ismerhették meg a nézők. 2010-től, a 2015-ös megszűnéséig a Kívánságkosár műsorvezetője volt, amelyre máig a Duna TV-t meghatározó ikonikus műsorként tekintenek. A Kívánságkosár megszűnése óta tematikus napok műsorvezetőjeként láthatjuk az M1-Duna-Duna World csatornákon. 2016 óta a Dankó Rádió Kettőtől ötig majd a Szív küldi szívnek című kívánságműsorának és a Jó reggelt kívánok! majd a Jó pihenést! című reggeli műsorsáv egyik műsorvezetője volt. A Duna World indulásakor a csatorna arca volt, amely szerepkörben azóta is feltűnik, ha a vételt érintő változásról tájékoztatják a nézőket. Fenti munkái mellett a Duna és a Duna World csatornák vezető programszerkesztője volt, 2017. november 20-tól főállásban a Dankó Rádió műsorvezetőjeként dolgozott.
Jelenleg a Heti TV kívánságműsorát készíti, valamint országszerte nóta- és operettműsorokat konferál.

## Duna TV, Kívánságkosár
Több évig a Duna időjárás-jelentője, számos alkalommal a Család-barát hétvégi programajánlójánál is közreműködött ebben a szerepkörben.
A Kívánságkosár műsorvezetőjeként az új generációt képviselte, rendszeres vendége volt: Vastag Csaba, Takács Nikolas, Nyári Edit, Nyári Alíz, Kocsis Tibor, Vastag Tamás, Pál Dénes, Király Linda, Király Viktor, Radics Gigi valamint további, az RTL és a TV2 által készített tehetségkutatókból ismertté vált előadók. Világszerte láthatták, amikor élő adásban egy technikus átkúszott mögötte. Ez a felvétel több milliós nézőszámával máig a közmédia egyik legsikeresebb YouTube videója.

## Debreceni Virágkarnevál
2012-2015 között a Debreceni Virágkarnevál élő közvetítés állandó műsorvezetője, mellette évente más társműsorvezető volt: Varga Edit, Volf-Nagy Tünde, Vogyerák Anikó, Novodomszky Éva. Ugyanezekben az években a Kívánságkosár szilveszteri adásait is vezette, Radványi Dorottyával együtt.

## Dankó Rádió
2016-ban vezetett először kívánságműsort a Dankó Rádióban, ahol a Kívánságkosár egykori nézőtábora azonnal megtalálta. Emellett 2017. nyarán 22 alkalommal helyettesített a rádió reggeli sávjának műsorvezetőjeként, majd 2017. november 20-tól állandó jelleggel átvette a reggeli sávot, ahol minden hétköznap reggel volt hallható. 2019. augusztus 24-től 2020. január 1-jéig hétvégén és munkaszüneti napokon volt hallható a Jó pihenést! című élő napindító műsorban és ugyanezen időpontig a Szív küldi szívnek című kívánságműsorban.
2017. november 26-án a Kossuth Rádió – Karácsonyi különlegességek a könnyűzene világából című műsor műsorvezetője volt.

## Heti TV
2020. március 3-tól, a Duna Televízió egykori emblematikus műsora, a Kívánságkosár folytatásaként a Heti TV-n vezeti a Kívánságszolgálat Dr. Klement Zoltánnal című kívánságműsort.
Számos alkalommal készített beszélgetést a Pirkadat című műsorban.
A magyar meddőségi ellátás nagyjait bemutató sorozat szerkesztő-műsorvezetője.

## Televíziós és rádiós műsorai
- Kívánságszolgálat Dr. Klement Zoltánnal című kívánságműsor (Heti TV – 2020-)
- A Hétórás Vendég - portréműsor (Heti TV – 2020-)
- Pirkadat - reggeli közéleti műsor (Heti TV – 2020-)
- Jó pihenést! – hétvégi és ünnepnapi reggeli műsorsáv (Dankó Rádió – 2019-2020)
- Szív küldi szívnek című kívánságműsor (Dankó Rádió – 2017–2020)
- Jó reggelt kívánok! – reggeli műsorsáv (Dankó Rádió – 2017–2019)
- Karácsonyi különlegességek a könnyűzene világából (Kossuth Rádió – 2017)
- Kettőtől ötig című kívánságműsor (Dankó Rádió – 2016, 2017)
- Nemzetiségi Kultúrák Napja tematikus műsorfolyam (M1-Duna-Duna World – 2015, 2016, 2017)
- Jónak lenni jó tematikus műsorfolyam (M1-Duna-Duna World – 2013, 2014, 2015, 2016)
- Itthon vagy! – Magyarország szeretlek! – Szent Mihály nap tematikus műsorfolyam (Duna-Duna World – 2016)
- Szenes Iván írta Andreával című sorozat négy epizódja (Duna World – 2016)
- Kívánságkosár című kívánságműsor (Duna-Duna World – 2010-2015)
- Fölszállott a páva szekszárdi területi válogató (Duna-Duna World – 2015)
- Debreceni Virágkarnevál élő közvetítés (Duna-Duna World – 2012, 2013, 2014, 2015)
- Időjárás-jelentés (Duna-Duna II Autonómia – 2007-2011)
- Szolgálatukra című innovációs magazin (Felkínálom Alapítvány – 1999-2002)
- Hírek, Lapszemle, Sporthírek, Regionális hírek (Pilis Rádió – 2000-2001)

## Filmszerepei (kisfilm, reklám)
- A Heti TV mindig megújul! című prmóciós film (Heti TV - 2020)
- MTVA Látogatóközpont filmje (MTVA – 2016)
- Közmédia okos tévén film (Diaszpóra Tanács-Duna MSZ – 2015)
- SD műholdas adás lekapcsolása társadalmi célú reklám (M1-M2-Duna-Duna World – 2015)
- Duna World indulása film (M1-M2-Duna-Duna 2 – 2011)
- Duna TV műholdváltása film (Duna-Duna II – 2010)

## Narrációk
- M5 Lexikon – Országjáró című ismeretterjesztő sorozat (M5 – 2016-2017)
- EuropeS című ismeretterjesztő sorozat (Duna World – 2016, 2017)
- Ybl 200 című ismeretterjesztő sorozat (M1 – 2015)
- Balassagyarmat kincsei – Horváth Endre örökség című ismeretterjesztő film (Duna-Duna II Autonómia – 2010)
- Kačna-barlang – A Karszt mélyén című ismeretterjesztő film (Ariadne Film – 2009)
- A Jászság festője, Gecse Árpád című ismeretterjesztő film (Duna-Duna II Autonómia – 2009)

## Rendezvényeken konferálások, műsorvezetések
- „Anyám, édesanyám dallal köszönöm” - a Kossuth Lajos Nyugdíjas Klub műsora - Kapi Gábor szervezésében (Szentendre - 2025.05.03.)
- A magyarnóta történetéből - Dankó Pistától Szirmai Lászlóig - Szirmai László köszöntése 90. születésnapján - Éliás Tibor szervezésében (Budapest - 2025.04.11.)
- Böszörményben két úton kell bemenni… - a Hajdúsági Nóta Egyesület műsora (Hajdúböszörmény - 2025.04.05.)
- Nyíregyházi nótaest - Nyíri Szabó Sándor szervezésében (Nyíregyháza, Váci Mihály Kulturális Központ - 2025.03.22.)
- II. Kárpát-medencei Nőnapi gála - Szávolovics Gabriella szervezésében (Dunaföldvár - 2025.03.08.)
- Örökszép Magyarföld - 30 év a művészi pályán - László Mária műsora (Újpest - 2025.03.07.)
- Hull a hó a Hortobágyon - a Hajdúsági Nóta Egyesület műsora (Debrecen - 2025.02.01.)
- Búcsút int az ősz a nyárnak… - a Hajdúsági Nóta Egyesület műsora (Debrecen - 2024.10.12.)
- Dunaföldvári Szüreti Fesztivál - nóta- és operettgála Szávolovics Gabriella szervezésében (Dunaföldvár - 2024)
- Szenes Iván Emlékkoncert - Szenes Andrea szervezésében (Budapest VIII., Szenes Iván tér - 2021, 2022, 2023, 2024)
- Bor és Nóta Ünnepe - nótaest, Faller István rendezésében (Verpelét, Kastélykert - 2019, 2021, 2022, 2023, 2024)
- Magyarnóta-est - Faller István rendezésében (Bélapátfalva - 2024)
- Szenes Iván Emlékest - Szenes Andrea szervezésében (Győr, Szenes Iván park - 2022, 2023, 2024)
- Faller István 80. születésnapi köszöntése - Dr. Fehér Eszter szervezésében (Üröm - 2024)
- Kárpát-medencei Nőnapi gála - operettgála Szávolovics Gabriella szervezésében (Dunaföldvár - 2024)
- Kossuth Lajos Nyugdíjas Klub műsora - Kapi Gábor szervezésében (Szentendre - 2021, 2022, 2023)
- Jótékonysági Nóta és Táncdal est - Farkas Zsolt szervezésében (Budapest, Országos Roma Önkormányzat Díszterme - 2023)
- Jön a tavasz, jön már! - nóta- és operettgála Szávolovics Gabriella szervezésében (Solt, Vécsey Károlyi Művelődési Ház - 2023)
- Siliga Miklós emlékműsor - Lukács Tímea szervezésében (Újpalotai Közösségi Ház - 2022)
- Hálózat a Kultúráért, Művészetért Egyesület 16. születésnapi műsora (Újpesti Polgár Centrum - 2022)
- Hálózat a Kultúráért, Művészetért Egyesület műsora (Újpesti Polgár Centrum - 2021)
- Nőnapi meghitt pillanatok - nótaest a Vakbarát Alapítvány rendezésében (Zuglói Civil Ház - 2020)
- Szávolovics Gabriella nótaénekes lemezbemutató előadása (Dunaföldvár - 2020)
- Hálózat a Kultúráért, Művészetért Egyesület farsangi műsora (Újpesti Polgár Centrum - 2020)
- Összefonódás - Smidéliusz Éva dalestje (Duna Palota - 2019)
- Székely Magyarnóta Bál - Bányai Márton rendezésében (Budai Vár - 2019)
- Bor és Nóta Ünnepe - nótaest (Verpelét - 2019)
- Határtalanul a gyermekekért - jótékonysági nótaműsor a Kárpátalján található Nagydobrony gyermekotthonának megsegítésére (Pécel - 2019)
- Csendes ember lettem - Fényes György nótaénekes 65. éves születésnapi előadása (Budapest XVIII., Kondor Béla Közösségi Ház - 2019)
- Nyíregyházi nótaest (Nyíregyháza, Váci Mihály Kulturális Központ - 2019)
- Parádés Nótaszó (Jászfényszaru - 2019)
- Győri Szeretet Napok (Győri Egyházmegye - 2011, 2014, 2016)
- Pajor András atya könyvbemutatója (Kassai Téri Katolikus Közösségi Ház - 2015, 2017)
- Múzeumok Éjszakája (MTVA - 2015)
- Múzeumok Majálisa (Nemzeti Múzeum kertje, M2 – 2014)
- Közmédia Nap (Millenáris - 2014)
- Mozi Ünnep sztárjegyszedője (Cinema City Aréna - 2013, 2014)
- Tarnai Kiss László 40 éves jubileumi koncertje (Erzsébetligeti Színház - 2013)
- Duna-díjátadón (Duna TV - 2009)

## Díjak, elismerések
- Szenes Iván Barátja Díj (Budapest - 2024)
- Gróf Vécsey Károly Borlovagrend tiszteletbeli tagja (Solt - 2020-)
- Aranyhang Dalárda tiszteletbeli tagja (Nyíregyháza - 2020-)
- A Hét Embere (Heti TV, Schmuck Andor műsora - 2020)

## Televíziós megjelenések
- Pirkadat - reggeli ébresztő műsor (Heti TV, 2020.06., vendég, műsorvezető: Cabello Colini Bori)
- A Hét Embere - portré műsor (Heti TV, 2020, vendég, műsorvezető: Schmuck Andor)
- Pirkadat - reggeli ébresztő műsor (Heti TV, 2020.04., vendég, műsorvezető: Breuer Péter)
- Pirkadat - reggeli ébresztő műsor (Heti TV, 2020.03., vendég, műsorvezető: Breuer Péter)
- Magyarország, szeretlek! - televíziós vetélkedő (Duna-Duna World, 2019, a Zöld csapat játékosa, csapatkapitány: Harányi Levente)
- Magyarország, szeretlek! - televíziós vetélkedő (Duna-Duna World, 2018, a Piros csapat játékosa, csapatkapitány: Rátonyi Kriszta)
- Ridikül - talkshow (Duna-Duna World, 2017, vendég, Karácsonykor születettek, műsorvezető: Dióssy Klári)
- Magyarország, szeretlek! - televíziós vetélkedő (Duna-Duna World, 2015, a Zöld csapat játékosa, csapatkapitány: Csiszár Jenő)
- Carlo és vendégei - gasztronómiai műsor (Duna-Duna II Autonómia, 2010, vendég, műsorvezető: Carlo Matisa)
- Lélek Boulevard - portré műsor (Duna-Duna II Autonómia, 2009, vendég, műsorvezető: Barkó Judit)